# Az ember tragédiája (tévéfilm)
Az ember tragédiája 1969-ben bemutatott magyar tévéfilm. Madách Imre klasszikusának tévéváltozata. Szinetár Miklós rendezte, a főszereplők Huszti Péter, Moór Marianna és Mensáros László voltak. Érdekesség, hogy a karaktereket – a mellék- és epizódszerepekben is – kiváló művészek alakították, egy-egy közreműködő több színben is feltűnt, eltérő vagy hasonló jellemű szereplőket megszemélyesítve.
A Magyar Televízió megbízásából a Magyar Filmgyártó Vállalatnál készült, a laboratóriumi munkákat a Magyar Filmlaboratórium végezte, a ruhákat a Jelmezkölcsönző Vállalat készítette.

## Történet
Amikor az Úr megteremtette a világot, az angyalok kara dicsőítette őt. Ám a kételkedő Lucifer szembefordult vele, bírálta a teremtést. Bár az Isten megsemmisíthette volna a tagadás szellemét, inkább neki adta a tudás és a halhatatlanság fáját az Édenkertben. Lucifer rávette Évát és Ádámot, hogy egyenek a tiltott gyümölcsből. Tettük miatt az emberpárt kiűzték a Paradicsomból. Ettől kezdve csak önmagukra számíthattak, fáztak és éheztek, majd dolgoztak, hogy megéljenek. Lucifer egy álomban jövőképet tárt Ádám elé, és végigkísérte az emberiség történelmén.
Ádám Egyiptomban dicsőségre vágyó, piramist építő fáraó, Athénban a szabadság eszméjét valló, hős Miltiadész, Rómában a dögvész pusztítása közepette dőzsölő mulatozásba feledkező nemes, akit Péter apostol szavai térítettek a keresztényi szeretet és testvériség útjára.
Konstantinápolyban Ádám Tankrédként tért vissza egy kereszteshadjáratból, Lucifer a fegyverhordozója volt. A városban elítélt eretnekeket vittek a máglyára egy „i” betű miatt. Ádám kiábrándult az egyház megkövesedett tanaiból, és a tudomány felé fordult. Prágában a tudós Kepler Rudolf császár udvarában kénytelen áltudománnyal, a jóslással is foglalkozni. A csillagász minden pénzét nagyravágyó feleségére költötte, Borbála eközben egy udvaronccal csalta meg. Kepler álmában már egy új világot képzelt el, a francia forradalom eseményei jelentek meg előtte.
Párizsban Danton népszerű szónok volt, jelszava a forradalomé: „Egyenlőség, testvériség, szabadság!” A sorozatos kivégzések miatt azonban valójában a terror az úr. Éva kétszer is feltűnt: először a vérpadon gyönyörű márkinőként, akit a vérbíró vezér megsajnált, majd egy forradalmár nő képében. Saint-Just megvádolta Dantont, Robespierre a kivégzését követelte.
Kepler felébredt álmából, mely csodálattal töltötte el. Bár a véráldozatokra iszonyodva gondolt, összességében bizakodva tekintett a jövő felé. A tudóst meglátogatta egyik famulusa, akinek Kepler elmondta, hogy a tudomány véges határok között mozog, értéktelen. Tanítványát a régi tanok merev követése helyett önálló gondolkodásra biztatta.
Az ipari forradalom idején Londonban a szabadversenyes kapitalizmus visszásságaival találkozott Ádám. A kezdetben szép új világ közelebbről és alaposabban szemlélve rettenetesen kiábrándító volt. Elégedetlen emberek sokasága panaszkodott, a kor egyéni tragédiákban bővelkedett. A történetrész végén a szereplők egyenként beleugrottak egy óriási sírba, miután elmondták sírversüket.
A jövőben az emberek falanszterekben élnek, életüket tudósok irányítják. Az embereket számokkal különböztetik meg, nem létezik a család. A Nap 4000 év múlva ki fog hűlni, ezért ennyi idő áll az emberiség rendelkezésre, hogy az onnan nyert energiát máshonnan pótolják. A hatékonyság és a céltudatosság vezérli az itt élőket, csak ami a fennmaradást segíti, az maradhat meg, minden más (virágok, állatok, könyvek) felesleges, esetleg múzeumba való. Mindenki számára kijelölik a munkát, attól eltérni nem lehet. Az egyformaság a fontos, az érzelmek, a túlzások nélküli élet a kívánatos, a szerelmeseket kórházba zárják. Ádám ezt a világot is csalódottan hagyta el.
Ádám egyre jobban eltávolodott a Földtől az Űrbe, közel jutott a megsemmisüléshez, de csak érintette az idegen világot. Lucifer mindent megtett, hogy Ádámot tervétől eltántorítsa, de az ember visszatérhetett, hogy a küzdelmet választhassa.
A tudomány nem győzött végzetén, az Egyenlítőnél dermesztően fagyossá vált a táj. Az eszkimó-világban az ember elvesztette minden méltóságát, állatként tengette életét. Az utolsó túlélők egyike istennek nézte Ádámékat, és azt kérte tőlük, hogy kevesebb ember legyen, és több legyen a fóka. Az eszkimó asszony látványa úgy megdöbbentette Ádámot, hogy szinte menekülnie kellett, azonnal arra kérte Lucifert, vessen véget az álomnak.
Ádám felébredt, és pontot akart tenni a Luciferrel és az égiekkel folytatott vitájában: öngyilkosságot akart elkövetni, hogy bizonyítsa, rendelkezik szabad akarattal. Ekkor megjelent Éva, és örömmel közölte vele, hogy gyermeket vár. Ádám az utolsó pillanatban meggondolta magát,  folytatja a harcot, ám tele van kétségekkel. Kérdéseire az Úr nem adott válaszokat, csak reményt: „Mondottam ember: küzdj és bízva bízzál!”

## Szereplők
- Ádám – Huszti Péter
- Éva – Moór Marianna
- Lucifer – Mensáros László
- Az Úr hangja – Bessenyei Ferenc
- Péter apostol / Főpap / Eretnek – Básti Lajos
- Catulus / Udvaronc – Somogyvári Rudolf
- Saint-Just – Kozák András
- Robespierre / Tudós a falanszterben – Gelley Kornél
- Rudolf császár – Benkő Gyula
- Kepler tanítványa – Benkő Péter
- Föld szellemének szava – Mádi Szabó Gábor
- További szereplők: Ajtay Andor, Balázsovits Lajos, Bálint András, Bálint György, Bánhidi László, Benedek Miklós, Berkesi Gábor, Bujtor István, Dégi István, Farkas Endre, Gyulay Károly, Harkányi Endre, Horváth Tivadar, Iglódi István, Keleti László, Kern András, Kézdy György, Kiss István, Koncz Gábor, Korbuly Péter, Kőmíves Sándor, Körtvélyessy Zsolt, Márky Géza, Miklósy György, Molnár Tibor, Nagy Attila, Papp János, Pécsi Sándor, Petzkay Endre, Piros Ildikó, Polgár Géza, Rátonyi Róbert, Ronyecz Mária, Simor Erzsi, Somogyi Erzsi, Szilágyi István, Verebes István
- Közreműködött: a Magyar Állami Operaház balettkara, koreográfus: Seregi László